# Awa Ly

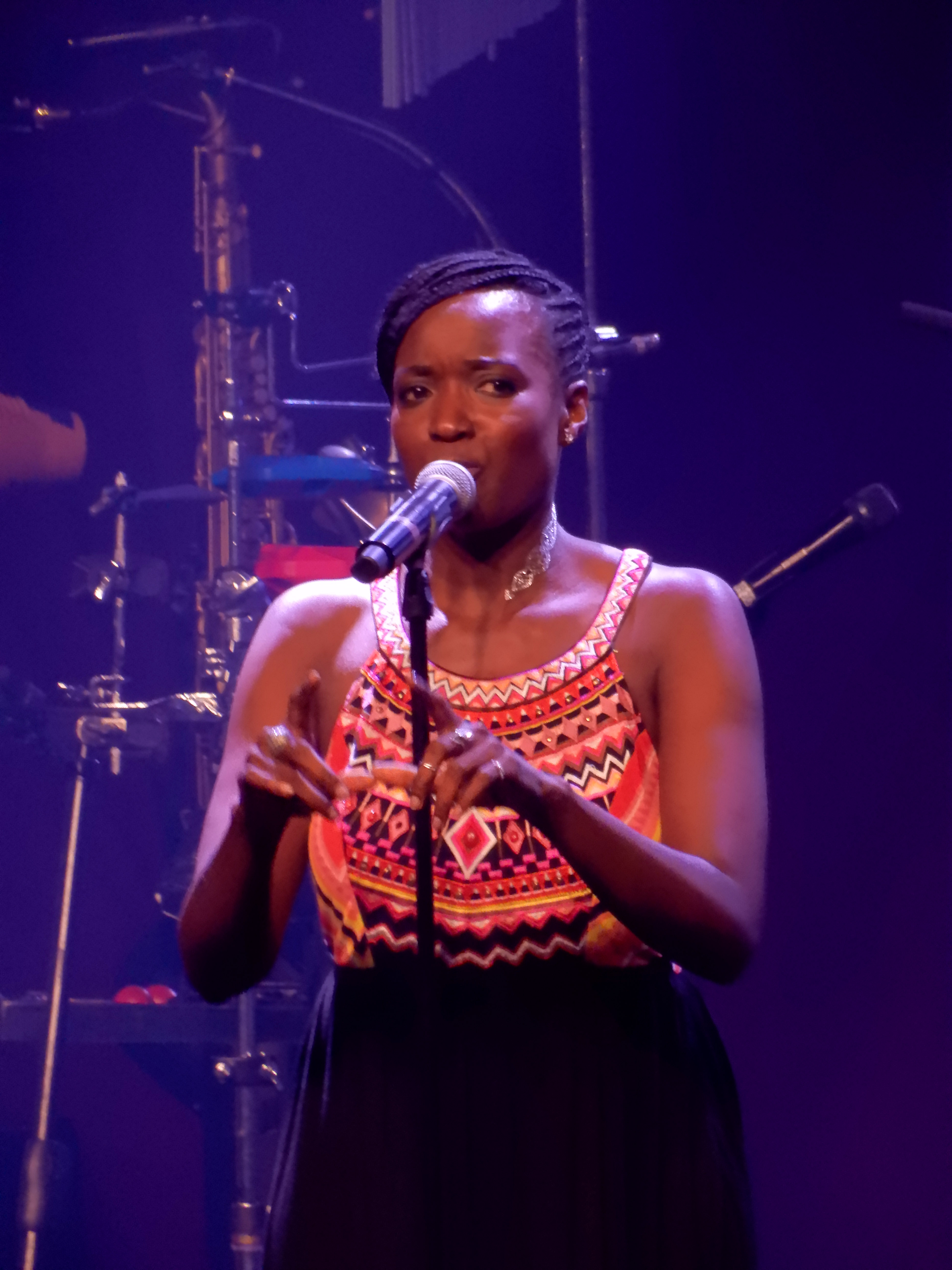
Awa Ly (2019)

Awa Ly (* 4. Januar 1977 in Paris) ist eine französische Singer-Songwriterin und Schauspielerin. Sie hat senegalesische Wurzeln und lebt in Rom.

## Leben
Awa Ly wuchs in Paris als Tochter senegalesischer Eltern auf, zog aber später nach Rom, ursprünglich nur als kurzfristige Vertretung. Dort wurde sie als Schauspielerin bekannt und veröffentlichte mehrere Alben. Ihre Lieder schreibt sie selber; teilweise singt sie Afropop, teils jazzartig. Ihre Texte sind englisch. 2016 sang sie mit dem Reggae-Sänger Faada Freddy das Lied Here über die Erlebnisse von Bootsflüchtlingen auf dem Mittelmeer. Im April/Mai 2017 tourte sie in Deutschland. Der mdr empfahl ihre 2016 erschienene CD Five and a Feather im Februar 2017 als „CD der Woche“.

## Diskografie
- 2009: Modulated
- 2011: Parole prestate (EP)
- 2014: Awa Ly
- 2014: Doum Doum Doum (EP)
- 2014: Chantons! Paris Jazz (mit Valerio Serangeli und Arturo Valiante)
- 2016: Five and a Feather
- 2020: Safe and Sound

## Filmografie
- 2008: Bianco e nero
- 2009: La prima linea
- 2010: La nostra vita
- 2011: 20 sigarette
- 2011: Nessuno mi può giudicare
- 2015: Anna e Yusuf (Fernsehfilm)
- 2017: I bastardi di Pizzofalcone – Misericordia (Fernsehserie, Episodenrolle)